# Rhys Walker
Rhys Walker (* 26. Januar 1994) ist ein englischer Badmintonspieler. 

## Karriere
Rhys Walker belegte bei den Portugal International 2012 Rang drei im Mixed. Bei den Cyprus International 2013 wurde er Zweiter im Doppel und Dritter im Einzel. Auch bei den Welsh International 2013 belegte er Rang drei im Einzel. Weitere Starts folgten bei den Scottish Open 2013 und dem London Grand Prix Gold 2013.